# ابتسام الحبيل
ابتسام الحبيل (19 سبتمبر -)، هي مذيعة وإعلامية سعودية. عملت في قناة الإخبارية السعودية وانتقلت بين العديد من المحطات، حاليا تقدم برنامج الرياضة العربية على شبكة بي إن سبورتس القطرية.

## السيرة
ولدت ابتسام في المنطقة الشرقية، ودرست المراحل الأولى من التعليم في مسقط في عُمان بسبب عمل والدها هناك. وبدأت مشوارها كمذيعة ومقدمة لنشرات الأخبار على القناة الإخبارية التابعة للتلفزيون السعودي في 2005. ثم بدأت بتقديم برامجها الخاصة بداية من البرنامج الأسبوعي «قطاف الأسبوع» والبرنامج المعني بمواضيع المرأة «شؤوون نسائية». مع اكتساب الخبرة وبحثاً عن تجارب جديدة انطلقت الحبيل نحو مدينة دبي بدولة الإمارات العربية المتحدة لتعمل مذيعة أخبار ومعدة ومقدمة برامج في القناة العقارية.
لتنتقل بعدها لقناة الإقتصادية السعودية والتي تبث من دبي لتعمل هناك مديرة إدارة البرامج ومنتجة ومذيعة أخبار. قدمت ابتسام الحبيل عبر الاقتصادية برنامج «حديث في الاقتصاد»، الذي كانت تقدمه وتستضيف من خلاله شخصيات اقتصادية وإعلامية. بجانب عملها الإعلامي، طرحت عدة مؤلفات وكتبا مطبوعة، بداية مع كتاب بعنوان «أوجاع صغيرة» صدر في 2004، وهو مجموعة من الخواطر والذكريات على لسان فتاه مراهقة، وعقب ذلك نشرت كتابها الثاني «شهقات الصمت» في 2006.
انتقلت عام 2007، إلى قناة الدولية حيث شغلت منصب مديرة برامج ومذيعة أخبار رئيسة. عملت فترة قصيرة في القناة الدولية، ثم انضمت في عام 2008 لقناة الجزيرة الرياضية لتصبح أول سعودية تعمل في القناة. قدمت ابتسام البرنامج الرياضي صباح المونديال عام 2010، لتكون أول إعلامية سعودية تشارك في تغطية فعاليات كأس العالم من أرض الحدث. بعد ذلك، أدارت برنامج «أضواء على الأسياد» طوال أيام فعاليات الألعاب الآسيوية في دورتها السادسة عشرة والتي استضافتها الصين في شهر نوفمبر 2010. طرحت كتابها الثالث «مراثي في عزاء الشوق» من توزيع دار الفكر العربي بالمملكة العربية السعودية، في نهاية 2010.
دخلت الحبيل مجال التمثيل عام 2012، بتجربة صغيرة مع الفنان القطري عبد العزيز جاسم والكويتي حسن البلام في مسرحية «قطري 60%» والتي عرضت على خشبة مسرح قطر الوطني. في نفس السنة، قدمت مسابقة ملكة جمال على مستوى المنطقة الشرقية السعودية، وذلك في حفل أقيم في قاعة الملك عبد الله الوطنية في محافظة القطيف. صدر كتابها الرابع بعنوان «عود ثقاب أحرق البحار» عن طريق دار الكفاح للنشر والتوزيع بالسعودية، في عام 2014. يقع الكتاب في حوالي تسعين صفحة ويتناول بشكل متسلسل مجموعة من الخواطر والذكريات بأسلوب يقع ما بين الشعر والنثر.
رشحتها لجنة الإعلام الرياضي السعودي في 2015، لعضوية اللجنة النسائية في الاتحاد الخليجي للإعلام الرياضي. وفي ديسمبر 2015، أعلن الاتحاد الخليجي للاعلام الرياضي عن تشكيل اللجنة النسائية برئاسة ندى الشيباني، وأصبحت ابتسام الحبيل أحد أعضائها.

## الحياة الشخصية
تعرضت ابتسام لحادث مروري في العاصمة القطرية الدوحة وذلك بعد خروجها من مقر عملها، في 2011. وقد تهشمت سيارة الحبيل بالكامل في الحادث وتم نقلها إلى المستشفى، لكنها لم تتعرض لإصابات بالغة رغم قوة الحادث والأضرار الفادحة التي لحقت بسيارتها. أثارت جدلا بعد ظهور الأزمة القطرية السعودية في 2017، بعدما بثت مقطع فيديو صرحت من خلاله أن قطر وطنها، وأن الأمير «تميم سيدها». وأكدت فيه بأنها متمسكة بالبقاء في الشبكة القطرية على الرغم من تداعيات الحصار، على حد تعبيرها.